# Radithor

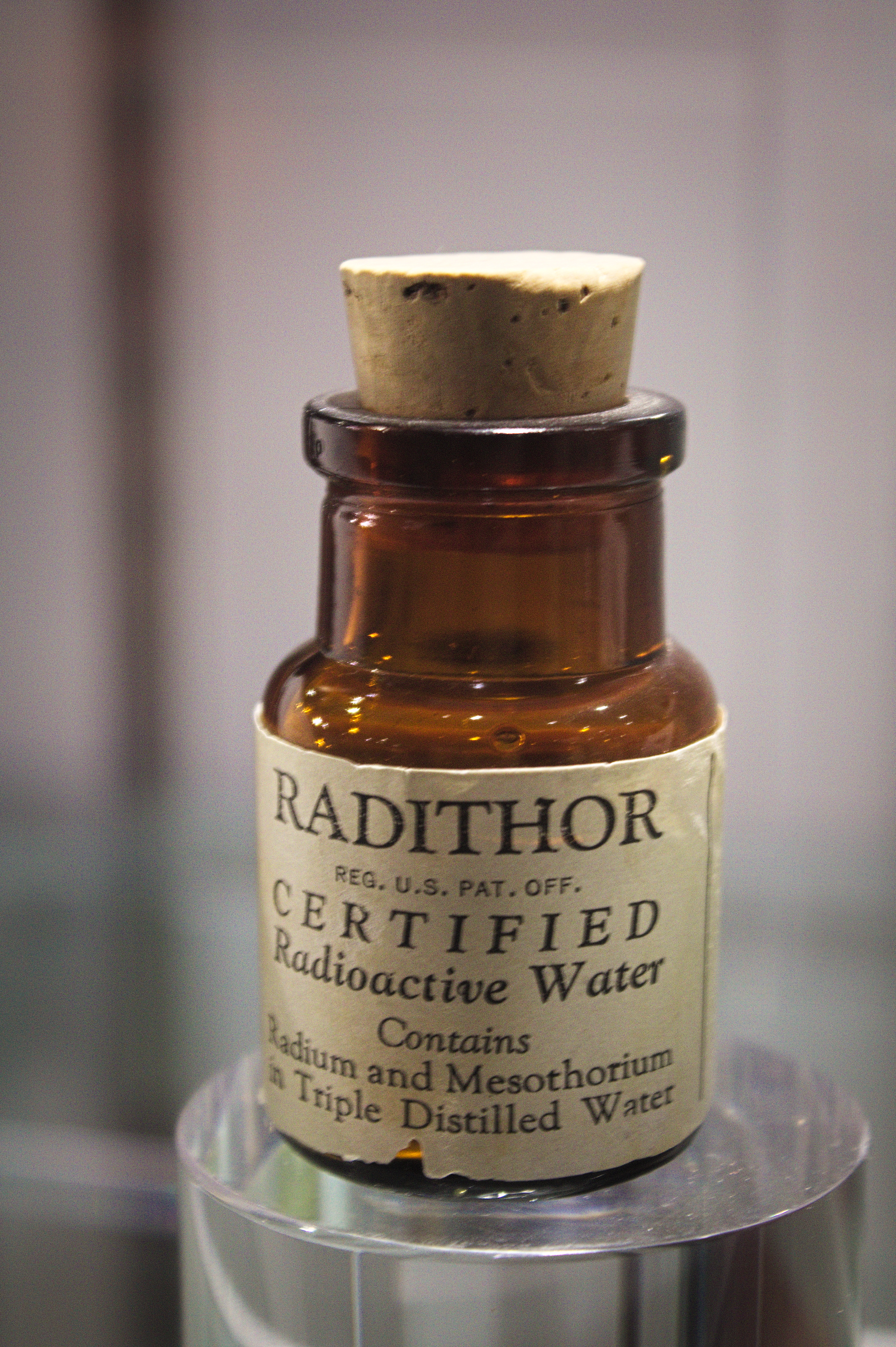
Butelka „Radithora”, National Museum of Nuclear Science & History, Nowy Meksyk

„Radithor” – lek patentowy, produkowany w latach 1925–1931 w Stanach Zjednoczonych przez firmę Bailey Radium Laboratories, oparty na przekonaniu o słuszności kontrowersyjnej teorii hormezy radiacyjnej. „Radithor” składał się z potrójnie destylowanej wody zawierającego mieszaninę izotopów radu 226
Ra i 228
Ra, o radioaktywności ponad 1 μCi.
W 1931, produkcji specyfiku zakazano ze względu na narastające dowody co do jego szkodliwości. Spożywanie „Radithora” doprowadziło do przedwczesnej śmierci nieformalnego ambasadora produktu, sportowca i przemysłowca Ebena Byersa, spowodowanej chorobą popromienną. Śmierć Byersa pociągnęła za sobą zaostrzenie regulacji rynku produktów farmaceutycznych i radioaktywnych w USA.

## Historia

### Działalność Williama Baileya
Pomysłodawcą produktu był William Bailey, niedoszły absolwent Harvard College, nie posiadający wykształcenia medycznego. Bailey był w 1915 aresztowany za oszustwa. W 1918 nałożono na niego karę finansową za wprowadzanie klientów w błąd nieuczciwą reklamą leku na potencję. Fascynował się zjawiskami radioaktywności i najnowszymi odkryciami naukowymi w tej dziedzinie; był m.in. autorem angielskiego tłumaczenia Traité de radioactivité Marii Skłodowskiej-Curie. Co najmniej od 1909 próbował wprowadzać na rynek amerykański środki lecznicze wykorzystujące zjawisko radioaktywności. Założył w Nowym Jorku kilka firm zajmujących się opracowywaniem produktów patentowych zawierających tor oraz rad: The Thorone Company, Associated Radium Chemists i The American Endocrine Laboratory. 
W 1925 Bailey przeprowadził się do East Orange w stanie New Jersey, gdzie założył firmę Bailey Radium Laboratories. Pod szyldem tego przedsiębiorstwa rozpoczął produkcję wody radowej „Radithor”.  Firma Baileya skupywała oczyszczony rad od pobliskiej firmy United States Radium Corporation, następnie butelkowała go wraz z destylowaną wodą i sprzedawała z kilkukrotnym przebiciem. 
W ramach polityki marketingowej Bailey rozsyłał foldery reklamowe w do amerykańskich lekarzy i oferował im „Radithor” z 17-procentową zniżką. Produkt reklamowano jako „Lekarstwo dla Żywych Trupów” (ang. A Cure for the Living Dead) oraz „Wieczny Promień Słońca” (ang. Perpetual Sunshine). Opisywano go jako lekarstwo na ponad sto różnych schorzeń, będące efektem trwających trzydzieści lat prac badawczych w laboratorium Według producenta „Radithora” środek miał również leczyć impotencję. Między 1925 a 1930 zakład sprzedał około 400 tys. butelek wody radowej. W owym czasie Bailey postrzegany był jako ekspert w dziedzinie radioaktywności. Udzielał wywiadów dla prasy między innymi w głośnej sprawie tzw. radowych dziewczyn z Orange, stanowczo przy tej okazji opowiadając się za zdrowotnym działaniem radu i dementując głosy o jego szkodliwości.

### Śledztwo FTC i śmierć Ebena Byersa

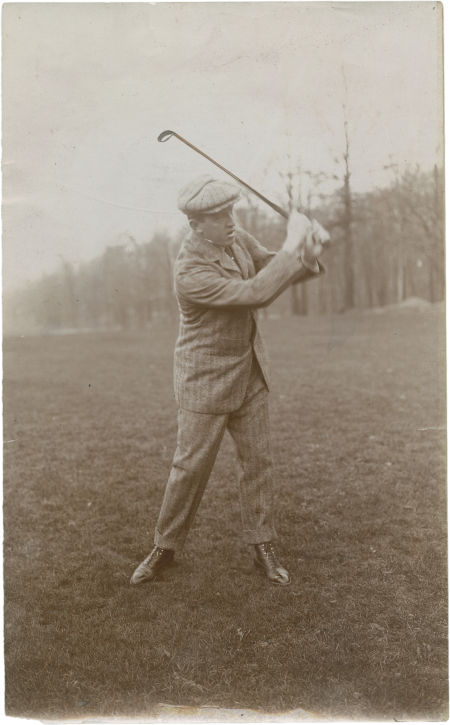
Eben Byers (lata 20.)

W 1928 Federalna Komisja Handlu (FTC) zainteresowała się firmą Baileya, podejmując dochodzenie w sprawie ewentualnych nadużyć. W lutym 1930 komisja oskarżyła firmę o fałszywą reklamę i nieprawdziwe gwarancje bezpieczeństwa „Radithora”.  W grudniu 1931 nakazała wstrzymanie produkcji wody radowej, a w roku następnym zakazała działalności Bailey Radium Laboratories. 
Nieformalnym ambasadorem marki był amerykański sportowiec i przedsiębiorca, Eben Byers, który od czasu przepisania mu wody radowej przez lekarza w 1927 aż do ok. 1931 pił „Radithora” codziennie. Szacuje się, że w tym okresie wypił łącznie od 1000 do 1500 butelek specyfiku. Około 1930 zaczął odczuwać pierwsze poważne problemy zdrowotne; badający go lekarz, Joseph Steiner, powiązał jego objawy z głośną wówczas w mediach sprawą Radowych Dziewczyn. Stan Byersa sprecyzował Frederick Flinn z Columbia University, sugerując chorobę popromienną, którą wówczas diagnozowano jako „zatrucie radem” (ang. radium poisoning). 
W 1931 Byers zeznawał jako świadek w śledztwie toczącym się przeciw producentom „Radithora”. W 1932 zmarł w wyniku choroby popromiennej. Na skutek martwicy jego dolna szczęka została amputowana, a w chwili śmierci ważył zaledwie 40 kilogramów. W wyniku autopsji przeprowadzonej dzień po jego śmierci stwierdzono, że jego ciało wykazuje znaczną radioaktywność. Byers został pochowany w trumnie wyłożonej ołowiem; po ekshumacji w 1965, podczas badań wykryto, że jego szczątki wykazywały radioaktywność o mocy 225 tys. bekereli, wielokrotnie przekraczającej średnią naturalną radioaktywność ludzkiego ciała (4400 bekereli). 

## Oddźwięk
Śmierć Byersa odbiła się głośnym echem w Stanach Zjednoczonych i była szeroko komentowana w prasie. Sprawa „Radithora” doprowadziła do wzmocnienia prerogatyw Agencji ds. Żywności i Leków i FTC oraz do gwałtownego spadku popularności radiofarmaceutyków. W związku ze wzrostem świadomości na temat pierwiastka w 1932 American Medical Association usunęło rad z listy nieformalnych medykamentów. Konsumenci „Radithora” byli w latach powojennych przedmiotem badań naukowców z M.I.T. oraz Argonne National Laboratory, zajmujących się ustalaniem wpływu substancji radioaktywnych na organizm człowieka.